# دونالد بن
دونالد بن (بالإنجليزية: Donald Penn)‏ هو لاعب كرة قدم أمريكية أمريكي، ولد في 27 أبريل 1983 في لوس أنجلوس في الولايات المتحدة.

## وصلات خارجية
- دونالد بن على موقع مرجع كرة القدم المحترفة.كوم (الإنجليزية)